# Comté d'Armstrong (Pennsylvanie)
Pour les articles homonymes, voir Comté d'Armstrong.
Le comté d'Armstrong est un comté des États-Unis, dans le Commonwealth de Pennsylvanie. Le siège du comté se situe à Kittanning.

## Histoire
Créé le 12 mars 1800, il est formé à partir des comtés d'Allegheny, de Westmoreland et de Lycoming. Il tire son nom de John Armstrong, qui a représenté la Pennsylvanie lors du Congrès continental. 

Le comté d'Armstrong a été intégré à la région métropolitaine de Pittsburgh en 2003.

## Géographie
Il est situé au nord-est de Pittsburgh et du comté d'Allegheny.

## Démographie
| Groupe            | Comté d'Armstrong | Pennsylvanie | États-Unis |
| ----------------- | ----------------- | ------------ | ---------- |
| Blancs            | 95                | 73,5         | 58         |
| Latino-Américains | 0,7               | 8,1          | 19         |
| Afro-Américains   | 0,7               | 10,5         | 12,1       |
| Asiatiques        | 0,2               | 3,4          | 6,2        |
| Métis             | 3                 | 3,3          | 4,1        |
| Autres            | 0,2               | 0,4          | 0,5        |
| Amérindiens       | 0,1               | 0,1          | 0,9        |
| Océano-américains | 0,02              | 0,02         | 0,2        |
| Total             | 100               | 100          | 100        |

## Personnalité liée au comté
- Nellie Bly, née en 1864 à Cochran's Mills dans le comté d'Armstrong.